# Sarah Vaughan (écrivain)
Ne doit pas être confondu avec Sarah Vaughan ou Sarah Hall.
Pour les articles homonymes, voir Vaughan.
Sarah Hall, née en 1972 au Royaume-Uni, est une journaliste et, sous le pseudonyme de Sarah Vaughan, une romancière britannique.

## Biographie
Sarah Hall naît en 1972 au Royaume-Uni. Elle étudie l'anglais au Brasenose College de l'université d'Oxford, travaille comme serveuse, puis suit une formation de journalisme auprès de la Press Association. Elle travaille ensuite comme journaliste pour le quotidien The Guardian pendant onze ans, en charge de sujets sur l'actualité, la santé, la criminalité et la politique. En 2008, elle devient journaliste indépendante.
Elle opte pour le pseudonyme littéraire de Sarah Vaughan après avoir découvert les écrits de la romancière Sarah Hall, et publie en 2014 son premier roman, La Meilleure d'entre nous (The art of baking blind).
En 2018, elle publie le thriller psychologique de type politique-fiction Anatomie d'un scandale (Anatomy of a scandal) qui raconte l'histoire d'une affaire de mœurs dans le milieu politique britannique,. Ce roman est adapté sous la forme d'une série par Netflix en 2022, avec Sienna Miller, Michelle Dockery, Rupert Friend et Ben Radcliffe dans les rôles principaux.
Son roman suivant, Autopsie d'un drame (Little disasters), est publié en 2020. Ce nouveau thriller psychologique évoque la maltraitance infantile, la dépression périnatale et ses dommages,. 
En 2022, elle publie son cinquième roman, Reputation, qui évoque le harcèlement politique et ses conséquences.

## Œuvre
- The art of Baking Blind (2014) Publié en français sous le titre La Meilleure d'entre nous, traduction d'Alice Delarbre, Paris, France Loisirs, 2016 ; réédition, Paris, Le Livre de poche, no 34518, 2017
- The Farm At the Edge of the World (2016) Publié en français sous le titre La Ferme du bout du monde, traduction d'Alice Delarbre, Paris, Préludes, 2017 ; réédition, Paris, Le Livre de poche, no 34910, 2018
- Anatomy of a Scandal (2018) Publié en français sous le titre Anatomie d'un scandale, traduction d'Alice Delarbre, Paris, Préludes, 2019 ; réédition, Paris, Le Livre de poche, no 35820, 2020
- Little Disasters (2020) Publié en français sous le titre Autopsie d'un drame, traduction d'Alice Delarbre, Paris, Préludes, 2021
- Reputation (2022)Publié en français sous le titre Fragile Réputation, traduction d'Alice Delarbre, Paris, Le Livre de poche, 2022

## Filmographie

### Comme auteur adapté
- 2022 : Anatomy of a Scandal, série télévisée britannique réalisée d'après le roman éponyme, avec  Sienna Miller, Michelle Dockery, Rupert Friend, Ben Radcliffe et Naomi Scott dans les rôles principaux.